# Estonské fotbalové mistrovství 1925
Pátý ročník Eesti jalgpalli meistrivõistluste 1. klass (Estonského fotbalového mistrovství) se konal v roce 1925.
Soutěže se zúčastnilo již o dva více něž v minulé sezoně a to šest klubů v systému play off. Vítězem turnaje se stal počtvrté ve své klubové historii a vítěz minulého ročníku ESK Tallinna Sport, který opět porazil ve finále JK Tallinna Kalev (5:0).